# Видричі (Молодечненський район)
Видричі (біл. вёска Выдрычы) — село в складі Молодечненського району Мінської області, Білорусь. Село підпорядковане Городоцькій сільській раді, розташоване в західній частині області.

## Історія
У 1921—1945 роках село знаходилось у Польщі, у Вільнюськім воєводстві, Вілейського повіту, з 1927 року Молодечненського повіту, гміні Гарадок.

## Населення
- 1921 рік — 133 людини, 23 будинків[1].
- 1931 рік — 153 людини, 28 будинків[2].